# Association sportive Bantous
Maillots
Actualités
L'Association sportive Bantous est un club congolais de football basé à Mbuji-Mayi, qui évolue actuellement en Ligue 2 (Linafoot) 
L'AS Bantous entretient des rivalités de longue date avec certains clubs, notamment Sa majesté Sanga Balende.

## Histoire
L'AS Bantous est créé en 1961 à Mbuji-Mayi, il remporte la Linafoot en 1995 alors que le pays s’appelle le Zaire.
Sa dernière participation à la Linafoot a lieu en 2011.
Il arrive en finale de la Coupe de RD Congo en 1994, en s'inclinant face au DC Motema Pembe.
Il gagne le championnat régional, la LIFKOR, en 2010.
Il participe à trois compétitions interclubs d'Afrique, mais n'a jamais réussit à passer le second tour.

## Palmarès
- EUFMAYI (3)
  - Champion : 1995, 2017[4]

- LIFKOR (3)
  - Champion : 1995, 2010, 2014

- Coupe du RD Congo
  - Champion : 1995
  - Finaliste : 1993, 1996
- Supercoupe du Congo
  - Champion : 1995

## Personnalités du club

### Presidents
- 2002 :  Antoine Tshivuadi Mansanga[5]
- 2014-2015 :  Jean-Marie Kalonzo[6]
- 2015-2016 :  François Muamba[7]
- 2017 :  Junior Baya Baya[8]
- 2017 :  sans présidents[9]
- 2021-2023 :  Bobo Nkongolo[10],[11]
- 2023- :  Tobie Kayumbi[12],[13]

### Entraîneurs
- Muller Kianga
- 2000-2002  Djene Ntumba[14]
- 2014-2018  Andy Magloire Futila[15]
- 24 août 2018 - 9 décembre 2018   Stanislav Lieskovský[16]
- Raoul Lukusa